# كورجون فكي
كورجون فكي (الاسم العلمي:Coregonus maxillaris) هو نوع من الأسماك يتبع جنس الكورجون من فصيلة سمك السلمون.